# Comuna Tržič
Tržič (Občina Tržič) este o comună din Slovenia, cu o populație de 15.151 de locuitori (2002).

## Localități
Bistrica pri Tržiču, Brdo, Breg ob Bistrici, Brezje pri Tržiču, Čadovlje pri Tržiču, Dolina, Gozd, Grahovše, Hudi Graben, Hudo, Hušica, Jelendol, Kovor, Križe, Leše, Loka, Lom pod Storžičem, Novake, Paloviče, Podljubelj, Popovo, Potarje, Pristava, Retnje, Ročevnica, Sebenje, Senično, Slap, Spodnje Vetrno, Tržič, Vadiče, Visoče, Zgornje Vetrno, Zvirče, Žiganja vas